# Convolvulus laciniatus
Convolvulus laciniatus är en vindeväxtart som beskrevs av Louis Auguste Joseph Desrousseaux. Convolvulus laciniatus ingår i släktet vindor, och familjen vindeväxter. Utöver nominatformen finns också underarten C. l. hirsutus.